# Grafschaft Gimborn
Die Grafschaft Gimborn war ein Territorium des Heiligen Römischen Reichs im Bergischen Land. Seit 1631 war sie reichsunmittelbar. Sie umfasste unter anderem die Städte Bergneustadt und Gummersbach sowie Marienheide. Das namengebende Dorf Gimborn ist heute ein Ortsteil von Marienheide.

## Geschichte
Anno 1273 beginnt die Überlieferung mit der Verpfändung des bis dahin kleinen Rittersitzes der Grafen von Berg an die Grafen von der Mark, bevor Schloss Gimborn 1550 durch Heirat an das Geschlecht der aus Mainfranken stammenden Schwarzenberg kam. Adam von Schwarzenberg war erster brandenburgischer Minister und erreichte, dass Gimborn zur Unterherrschaft Brandenburgs und der Pfalz erhoben wurde. Infolge des Dreißigjährigen Krieges und des Erbfolgestreites um den Nachlass des Hauses Jülich-Kleve-Berg nutzte Adam von Schwarzenberg die Gunst seines Landesherrn, um das ganze Amt Neustadt als Reichsafterlehen an sich zu bringen (Neustadt-Gimborn) und damit die Reichsunmittelbarkeit zu erreichen.
Im Jahre 1631 erfolgte die Belehnung Schwarzenbergs durch Kurfürst Georg Wilhelm, was zur Anerkennung der Reichsunmittelbarkeit dieser Herrschaft durch den Kaiser führen sollte, aber erst 1658 mit einem Landvergleich bestätigt wurde; darin wurden zugleich Streitigkeiten zwischen Obrigkeit und Untertanen verglichen. 1667 unternahm Schwarzenberg einen vergeblichen Versuch, die Reichsstandschaft zu erreichen. 1682 erhielt das Haus Schwarzenberg dann wegen Gimborn und Neustadt Sitz und Stimme im Niederrheinisch-Westfälischen Kreistag, seit 1702 auch Sitz und Stimme bei den westfälischen Grafen im Reichstag, nachdem es zugesagt hatte, zu seinem Anteil von 1 zu Roß und 5 zu Fuß an dem Matrikel-Anschlag der Grafschaft Mark, die es als Kreisanschlag zu tragen hatte, weitere 20 fl. - bzw. 1 zu Roß und 2 zu Fuß – zu übernehmen; damit hatte Gimborn-Neustadt also einen Matrikel-Anschlag von 2 zu Roß und 7 zu Fuß, das sind 52 Gulden je Römermonat. Zur Unterhaltung des Kammergerichts war seit 1776 ein Beitrag von 8 Reichstaler 30 Kreuzer zu jedem Termin (= Ziel) festgesetzt. 1782 verkaufte Schwarzenberg dieses Territorium an den hannoverschen General Johann Ludwig von Wallmoden-Gimborn, der am 17. Januar 1783 in den Reichsgrafenstand erhoben und auch in das westfälische Reichsgrafenkollegium eingeführt wurde. Wallmoden beauftragte um 1800 den Militärkartographen Rummel, die Reichs-Herrschaft Gimborn-Neustadt messtechnisch aufzunehmen und in einer Karte abzubilden. Von dieser „Rummelkarte“ im Maßstab 1:11.300 sind drei Exemplare erhalten.
Zweifelhaft ist, ob damals (1783) aus der Reichsherrschaft Gimborn-Neustadt förmlich eine Grafschaft wurde – in den zeitgenössischen topographischen Werken findet man jedenfalls nur die „wallmodischen Herrschaften Gimborn und Neustadt“. Vielleicht wurde nur der Titel des Eigentümers auf das Besitztum übertragen.
1806 kam die Herrschaft Gimborn-Neustadt an das Großherzogtum Berg und wurde als Kanton Gummersbach im Arrondissement Siegen des Départements Sieg verwaltet. Nach den Befreiungskriegen kam das Territorium im Juni 1815 als Teil der Provinz Großherzogtum Niederrhein an Preußen und bildete von 1816 bis 1819 den Kreis Gimborn.

## Territorium
Das Territorium der Reichsherrschaft Gimborn-Neustadt umfasste um 1800 folgende Ortschaften:
- Herrschaft Gimborn:
  - Schloss Gimborn und die Bauerschaften Ober- und Niedergimborn
- Amt Neustadt:
  - Stadt Neustadt
  - Kirchspiel Gummersbach mit den Bauerschaften Berrenberg, Gummersbach, Kalsbach, Obergelpe, Rospe, Strombach sowie die adeligen Güter Oberderschlag und Lützekausen
  - Kirchspiel Lieberhausen mit der Bauerschaft Lieberhausen und den adeligen Gütern Bösinghausen und Koverstein
  - Kirchspiel Müllenbach mit der Oberen und der Unteren Bauerschaft, dem Kloster Marienheide sowie den adeligen Gütern Gervershagen, Müllenbach und „In der Wiegen“
  - Kirchspiel Ründeroth mit dem Oberen und dem Unteren Kirchspiel sowie den adeligen Gütern Bocklerhausen, Ley, Ohl, Remshagen und Selbach
  - Kirchspiel Wiedenest mit der Bauerschaft Wiedenest, dem Athener Grund, dem Pernzer Grund und dem adeligen Gut Bruchhausen